# EPrix de Misano
Le ePrix de Misano est une épreuve comptant pour le championnat du monde de Formule E, dont la première édition se déroulera lors d'une double manche le 13 et 14 avril 2024.

## Historique
Le 22 novembre 2023 il a été annoncé que la Formule E reviendrait en Italie au sein du Misano World Circuit Marco Simoncelli lors de la saison 2023-2024 pour une double manche.

## Le circuit
Le 23 février 2024, un tracé spécifique à la Formule E a été annoncé. Il s'agit d'un tracé de 3,381 km de long composé de 14 virages.

## Palmarès
| Année | Vainqueur       | Écurie                           | Circuit                               | Résultats | Date          |
| ----- | --------------- | -------------------------------- | ------------------------------------- | --------- | ------------- |
| 2024  | Oliver Rowland  | Nissan Formula E Team            | Misano World Circuit Marco Simoncelli | Résumé    | 13 avril 2024 |
| 2024  | Pascal Wherlein | TAG Heuer Porsche Formula E Team | Misano World Circuit Marco Simoncelli | Résumé    | 14 avril 2024 |